# مقاند العليا (العدين)

تعديل مصدري - تعديل

مقاند العليا محلة تابعة لقرية مقاند، التابعة لعزلة الوادي بمديرية العدين إحدى مديريات محافظة إب في الجمهورية اليمنية.، بلغ تعداد سكانها 190 حسب تعداد اليمن لعام 2004.